# Mike van de Goor
Mike Willem Frank van de Goor (Oss, 14 maggio 1973) è un ex pallavolista olandese.
Giocava nel ruolo di centrale.
È il fratello minore di Bas van de Goor.

## Palmarès

### Club
- Campionato olandese: 6

1992-93, 1993-94, 1994-95, 1995-96, 2000-01, 2002-03
- Campionato italiano: 1

1996-97
- Campionato spagnolo: 1

2004-05
- Coppa dei Paesi Bassi: 4

1992-93, 1993-94, 1995-96, 2001-02
- Coppa Italia: 1

1996-97
- Supercoppa olandese: 4

1993, 1995, 2000, 2001
- Coppa dei Campioni: 1

1996-97
- Top Teams Cup: 1

2002-03

### Nazionale (competizioni minori)
- European League 2004

### Premi individuali
- 2004 - European League: Miglior muro